# TLR7

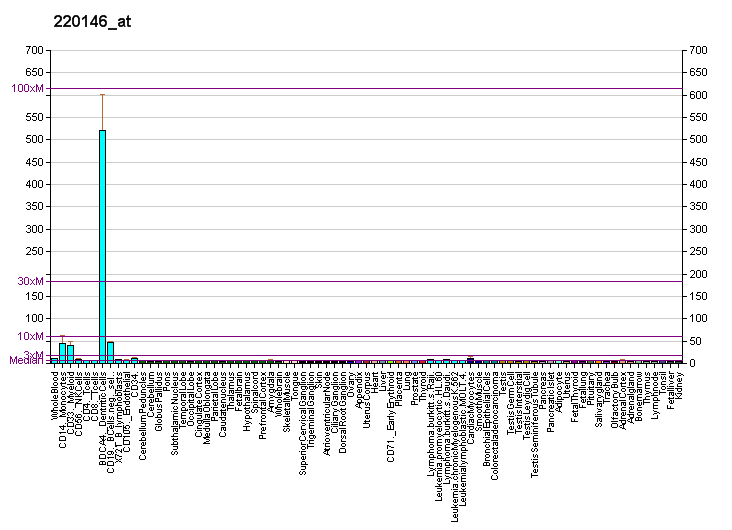

Le récepteur de type Toll 7, dont l’abréviation officielle est TLR7, est une protéine codée par le gène TLR7 chez les humains. On retrouve des orthologues de TLR7 chez les mammifères et les oiseaux.  Il fait partie de la famille des récepteurs de type Toll (TLR) et est activé par l'ARN simple brin.

## Fonction
La famille des récepteurs de type Toll (TLR)  joue un rôle important dans la reconnaissance des molécules étrangères à l'organisme, principalement les pathogènes et l'activation de l'immunité innée. Les TLR sont très conservés de la drosophile à l'homme et partagent des similitudes structurelles et fonctionnelles. Ils reconnaissent les motifs moléculaires associés aux pathogènes (PAMP) qui sont exprimés sur les agents infectieux et médient la production de cytokines nécessaires au développement d'une immunité efficace. Les différents TLR présentent différents profils d'expression.
Le gène TLR7 a été décrit en 2000 en même temps que deux autres TLR (TLR8 et TLR9). Il est principalement exprimé dans les poumons, le placenta, la rate, l'appendice, la vésicule biliaire, la vessie, les globules blancs et les ganglions lymphatiques et se trouve à proximité immédiate, en amont d'un autre membre de la famille, TLR8, sur le chromosome X humain. 
La protéine TLR7 reconnaît l'ARN simple brin dans les endosomes, ce qui est une caractéristique commune des génomes viraux qui sont internalisés par les macrophages et les cellules dendritiques. TLR7 reconnaît l'ARN simple brin de virus tels que le VIH et le VHC, mais aussi d'autres types de pathogènes comme les champignons Candida albicans.   TLR7 peut reconnaître les ARN simple brin riches en GU.  Cependant, la présence de séquences riches en GU dans l'ARN simple brin n'est pas suffisante pour stimuler TLR7.

## Signification clinique

### Pathologies autoimmunes
La protéine TLR7 pourrait jouer un rôle important dans la pathogenèse des maladies auto-immunes telles que le lupus ainsi que dans la régulation de l'immunité antivirale. En criblant l'ensemble du génome avec de petits ARN en épingle à cheveux (ARNsh), il a pu être démontré que le récepteur TREML4 agit comme un régulateur positif essentiel de la signalisation de TLR7. Dans les macrophages de souris TREML4 -/- (donc sans  l'expression de ce gène TREML4) qui sont hyposensibles aux agonistes de TLR7, les macrophages ne parviennent pas à produire des interférons de type I en raison d'une phosphorylation altérée du facteur de transcription STAT1 par la protéine kinase p38 activée et d'une diminution de mobilisation de l'adaptateur MYD88 à TLR7. Le déficit en TREML4 a réduit la production de cytokines inflammatoires et d'auto-anticorps chez les souris MRL/lpr, suggérant que TLR7 est un composant essentiel de l'immunité antivirale et un facteur précurseur dans la pathogenèse des maladies rhumatismales telles que le lupus érythémateux disséminé (LED).

### Affections dermatologiques
Un agoniste du TLR7, l'imiquimod (Aldara),  a été approuvé dès 1998 pour une utilisation topique dans le traitement des verrues génitales causées par le papillomavirus et pour la kératose actinique. En 2004, il reçoit une extension d'indication dans le cas des carcinomes basocellulaires.

### TLR7 et Cancer
En raison de leur capacité à induire une production robuste de cytokines anticancéreuses telles que l'interleukine-12, les agonistes du TLR7 ont été étudiés pour des traitements de type immunothérapie anticancéreuse . Des exemples récents incluent la livraison de TMX-202 via une formulation liposomale,  ainsi que la livraison de résiquimod via des nanoparticules formées à partir de bêta-cyclodextrine. La capacité des agonistes de TLR7 à induire une réponse inflammatoire est aussi évaluée pour un rôle d'adjuvant pour des candidats vaccins anti-cancer. 

### TLR7 et COVID-19
Avec l'infection à coronavirus due au SARS-Cov-2, il est rapidement apparu que les hommes étaient plus à risques de formes graves de la maladie que les femmes.
En juillet 2020, il a été publié que des polymorphismes perte-de-fonction du gène TLR7 le rendant déficient étaient corrélés positivement avec la gravité de la maladie chez de jeunes patients infectés par le SRAS-CoV-2.  Cela suggère que TLR7 joue un rôle clé dans le déclenchement de la réponse immunitaire des patients atteints de COVID-19.
Pour plus de détails sur le mécanisme biologique et la voie, voir « Type I Interferon Induction and Signaling during SARS-CoV-2 Infection » sur WikiPathways.